# (21064) Yangliwei
(21064) Yangliwei est un astéroïde de la ceinture principale.

## Description
(21064) Yangliwei est un astéroïde de la ceinture principale. Il fut découvert le 6 juin 1991 à La Silla par Eric Walter Elst. Il présente une orbite caractérisée par un demi-grand axe de 3,18 UA, une excentricité de 0,13 et une inclinaison de 2,6° par rapport à l'écliptique.

## Compléments